# میراث من جنون
میراث من جنون نام فیلمی به نویسندگی، بازیگری و کارگردانی مهدی فخیم‌زاده است. این فیلم محصول کشور ایران و تولید سال ۱۳۵۸ است. فیلم به علت نداشتن حجاب برای بازیگران زن، پیش از تصویب قانون حجاب اجباری در سال ۱۳۶۰ اکران شد ولی بعد از مدت زمانی کوتاه بعلت ایام عزاداری، ادامه اکران آن متوقف و دیگر هیچوقت به نمایش عمومی در نیامد.

## خلاصه داستان
مهدی که دیوانه‌وار شیفتهٔ گلی است، همه‌جا او را تعقیب می‌کند و امیر، نامزد گلی را به قتل می‌رساند. گلی در پیگیری غیبت نامزدش با مهدی روبرو می‌شود و مورد تجاوز قرار می‌گیرد. مهدی دستگیر و محاکمه می‌شود، اما به دلیل فقدان مدارک کافی آزاد می‌شود و مجدداً به آزار گلی می‌پردازد. پدر گلی که بیماری قلبی دارد، در برخورد با مهدی سکته می‌کند و می‌میرد. گلی متوجه می‌شود که مهدی به دنبال خواهرش، رؤیا است. جسد امیر کشف می‌شود و پلیس در جستجوی قاتل او با گلی تماس می‌گیرد. وکیل مدافع مهدی، که ماجرا را دریافته است نقشه ای برای به دام افتادن مهدی طرح می‌کند، اما او پلیس را می‌کشد و به تعقیب رؤیا می‌پردازد. گلی درآخرین لحظه به کمک خواهرش می‌شتابد و مهدی را به قتل می‌رساند.